# Virslīga (2010)
W sezonie 2010 rozegrano 19. edycję najwyższej klasy rozgrywkowej piłki nożnej na Łotwie – Virslīgi. Tytułu mistrzowskiego bronił Liepājas Metalurgs. Rozgrywki rozpoczęły się 10 kwietnia, a zakończyły po 27 kolejkach – 7 listopada 2010.

## Zasady rozgrywek
W rozgrywkach brało udział 10 drużyn, walczących o tytuł mistrza Łotwy w piłce nożnej. Przed rozpoczęciem sezonu miały miejsce 2 wydarzenia, które wpłynęły na skład uczestników rozgrywek w 2010 roku:
- 5 października 2009 Łotewska Federacja Piłkarska zadecydowała o wykluczeniu Dinaburg FC z Virslīgi w związku ze skandalem dotyczącym zamieszania prezesa klubu i trenera drużyny w ustawianie wyników meczów[1][2]; w wyniku karnej degradacji tego zespołu w barażach wystąpiła 8. drużyna ligi (Daugava 90 Ryga), przegrywając w nich z Jaunība Ryga;
- zadecydowano o powiększeniu składu Virslīgi do 10 drużyn, w wyniku czego – poza mistrzem 1. līgi FK Jelgava i zwycięzcą barażów Jaunība Ryga – propozycję zajęcia dodatkowego miejsca otrzymała Daugava Dyneburg (9. drużyna drugiego poziomu rozgrywek), którą to ofertę klub przyjął[3].

W wyniku poszerzenia składu ligi, doszło do zmiany formatu rozgrywek. Każda z drużyn rozgrywa po 3 mecze ze wszystkimi przeciwnikami (razem 27 spotkań). Zespoły, które po 2 pierwszych rundach zajęły miejsca 1–5, miały prawo do rozegrania 5 meczów ostatniej rundy jako gospodarze, pozostałe drużyny gościły w niej rywali po 4 razy. Ostatnia, 10. drużyna tabeli spadła do 1. līgi, 9. zespół weźmie udział w barażach o utrzymanie się z wicemistrzem 1. līgi.
Mistrz kraju (Skonto Ryga) otrzymał prawo gry w II rundzie kwalifikacyjnej Ligi Mistrzów UEFA, wicemistrz (FK Ventspils) i 3. drużyna (Liepājas Metalurgs) będą mogły wystąpić w I rundzie kwalifikacyjnej Ligi Europy UEFA, natomiast zdobywca Pucharu Łotwy 2010/2011 w II rundzie kwalifikacyjnej tych rozgrywek.

## Drużyny
| Uczestnicy poprzedniej edycji                                                                                 | Uczestnicy poprzedniej edycji | Uczestnicy poprzedniej edycji | Uczestnicy poprzedniej edycji |
| --- | ----------------------------- | ----------------------------- | ----------------------------- |
| MEL | Metalurgs Lipawa              | 1                             |                               |
| FKW | FK Ventspils                  | 2                             |                               |
| SKR | Skonto Ryga                   | 3                             |                               |
| FCJ | FC Jūrmala                    | 4                             |                               |
| ORF | JFK Olimps                    | 5                             |                               |
| BLĀ | SK Blāzma                     | 6                             |                               |
| TRV | FC Tranzit                    | 7                             |                               |
| Zwycięzca baraży o Virslīgę                                                                                   |                               |                               |                               |
| JAU | Jaunība Ryga                  | 2 (1. līga)                   |                               |
| Awans z 1. līgi 2009                                                                                          |                               |                               |                               |
| FKJ | FK Jelgava                    | 1                             |                               |
| DVD | Daugava Dyneburg              | 9                             |                               |
| Oznaczenia: - kolumna pierwsza – skróty nazw drużyn, - kolumna trzecia – miejsce zajęte w poprzednim sezonie. |                               |                               |                               |

## Tabela
| Lp. | Drużyna          | M  | Z  | R | P  | Bramki | Bramki | Różn. | Pkt | Uwagi                                        |
| --- | ---------------- | -- | -- | - | -- | ------ | ------ | ----- | --- | -------------------------------------------- |
| 1   | Skonto Ryga (M)  | 27 | 22 | 3 | 2  | 86     | 16     | +70   | 69  | Liga Mistrzów UEFA • II runda kwalifikacyjna |
| 2   | FK Ventspils     | 27 | 20 | 3 | 4  | 68     | 18     | +50   | 63  | Liga Europy UEFA • I runda kwalifikacyjna    |
| 3   | Metalurgs Lipawa | 27 | 19 | 4 | 4  | 70     | 20     | +50   | 61  | Liga Europy UEFA • I runda kwalifikacyjna    |
| 4   | Daugava Dyneburg | 27 | 16 | 8 | 3  | 35     | 16     | +19   | 56  |                                              |
| 5   | FC Jūrmala       | 27 | 8  | 4 | 15 | 30     | 45     | −15   | 28  |                                              |
| 6   | FK Jelgava       | 27 | 6  | 7 | 14 | 36     | 45     | −9    | 25  |                                              |
| 7   | SK Blāzma        | 27 | 7  | 3 | 17 | 27     | 57     | −30   | 24  |                                              |
| 8   | JFK Olimps       | 27 | 5  | 6 | 16 | 31     | 63     | −32   | 21  |                                              |
| 9   | FC Tranzit (S)   | 27 | 5  | 4 | 18 | 17     | 56     | −39   | 19  | Baraże o Virslīgę                            |
| 10  | Jaunība Ryga (S) | 27 | 4  | 4 | 19 | 16     | 80     | −64   | 16  | Spadek do 1. līgi                            |

## Baraże o Virslīgę
Po zakończeniu rozgrywek miał odbyć się dwumecz barażowy o miejsce w najwyższej klasie rozgrywkowej Łotwy między 9. drużyną Virslīgi - Tranzitem Windawa i wicemistrzem 1. līgi - FC Jūrmala. Nie doszedł on jednak do skutku, gdyż drużyna Tranzitu Windawa zrezygnowała z niego, spadając tym samym z Virslīgi. Jej miejsce zajął wicemistrz 1. līgi.

## Wyniki

### Pierwsza i druga runda
| Gospodarz \ Gość | BLĀ | DVD | JAU | FKJ  | FCJ | MEL | ORF | SKR | TRV | FKW |
| SK Blāzma        |     | 3:1 | 1:2 | 0:0  | 0:4 | 1:4 | 2:0 | 1:3 | 2:0 | 0:5 |
| Daugava Dyneburg | 2:0 |     | 1:0 | 1:1  | 1:0 | 1:1 | 2:0 | 1:1 | 2:0 | 1:0 |
| Jaunība Ryga     | 0:1 | 1:1 |     | 1:1  | 0:2 | 2:3 | 0:9 | 0:3 | 1:0 | 0:5 |
| FK Jelgava       | 4:0 | 3:3 | 4:1 |      | 1:2 | 1:2 | 4:0 | 0:5 | 2:1 | 1:2 |
| FC Jūrmala       | 0:0 | 0:1 | 0:1 | 2:1  |     | 1:2 | 2:2 | 0:4 | 2:1 | 1:4 |
| Metalurgs Lipawa | 4:0 | 0:1 | 4:0 | 3:1  | 1:2 |     | 4:0 | 1:2 | 2:0 | 0:0 |
| JFK Olimps       | 2:1 | 1:1 | 2:2 | 2:12 | 0:2 | 0:3 |     | 1:3 | 0:1 | 0:3 |
| Skonto Ryga      | 6:0 | 1:0 | 7:0 | 4:1  | 4:2 | 0:0 | 6:1 |     | 5:0 | 1:0 |
| FC Tranzit       | 3:1 | 0:1 | 2:0 | 1:1  | 1:1 | 0:4 | 2:2 | 0:2 |     | 0:2 |
| FK Ventspils     | 1:0 | 1:1 | 5:0 | 2:1  | 1:0 | 2:4 | 7:0 | 2:1 | 2:0 |     |

Aktualne na 12 września 2010. Źródło: pierwsza runda (lff.lv), druga runda (lff.lv)
Objaśnienia:
1Drużyna gospodarzy jest wymieniona po lewej stronie tabeli.
2Mecz rozegrany na stadionie w Jełgawie
Kolory: zielony – zwycięstwo gospodarzy, żółty – remis, różowy – zwycięstwo gości.

### Trzecia runda
| Gospodarz \ Gość | BLĀ | DVD | JAU | FKJ | FCJ | MEL | ORF | SKR | TRV | FKW |
| SK Blāzma        |     |     |     |     | 2:1 | 2:3 | 1:1 | 1:4 |     |     |
| Daugava Dyneburg | 3:1 |     | 3:1 |     | 2:0 |     |     |     | 1:0 | 0:1 |
| Jaunība Ryga     | 0:4 |     |     | 0:1 |     |     | 2:2 |     | 0:1 |     |
| FK Jelgava       | 2:0 | 0:1 |     |     |     |     |     |     | 0:0 | 2:4 |
| FC Jūrmala       |     |     | 0:1 | 1:1 |     | 1:4 | 0:3 | 0:2 |     |     |
| Metalurgs Lipawa |     | 0:0 | 8:0 | 3:0 |     |     | 2:1 | 1:2 |     |     |
| JFK Olimps       |     | 0:2 |     | 2:1 |     |     |     |     | 0:2 | 0:3 |
| Skonto Ryga      |     | 0:1 | 6:0 | 2:1 |     |     | 4:0 |     |     | 2:2 |
| FC Tranzit       | 0:3 |     |     |     | 2:3 | 0:6 |     | 0:6 |     |     |
| FK Ventspils     | 2:0 |     | 4:1 |     | 3:1 | 0:1 |     |     | 5:0 |     |

Aktualne na 7 listopada 2010. Źródło: trzecia runda (lff.lv)
Objaśnienia:
1Drużyna gospodarzy jest wymieniona po lewej stronie tabeli.
Kolory: zielony – zwycięstwo gospodarzy, żółty – remis, różowy – zwycięstwo gości.